# Maják (album)
Maják je studiové album české rockové skupiny Hudba Praha. Album vydalo v roce 1995 vydavatelství Bonton. V roce 2004 vyšlo album v reedici.

## Seznam skladeb
| Pořadí | Název             | Délka |
| ------ | ----------------- | ----- |
| 1.     | Maják             | 4:04  |
| 2.     | Ďábel             | 3:19  |
| 3.     | Tak spolu jdem    | 3:37  |
| 4.     | Vostrej čas       | 3:37  |
| 5.     | Ještě dnes        | 3:49  |
| 6.     | Realita           | 3:29  |
| 7.     | Guláš             | 0:41  |
| 8.     | Jen mě nech       | 7:10  |
| 9.     | Ptáci             | 4:27  |
| 10.    | Časy zlý          | 3:30  |
| 11.    | Srdcerváč         | 6:06  |
| 12.    | Mám tu zůstat     | 2:42  |
| 13.    | Sladce spi        | 4:32  |
| 14.    | Nelíbilo se mu to | 0:19  |